# Cuatro Naciones de Rugby League

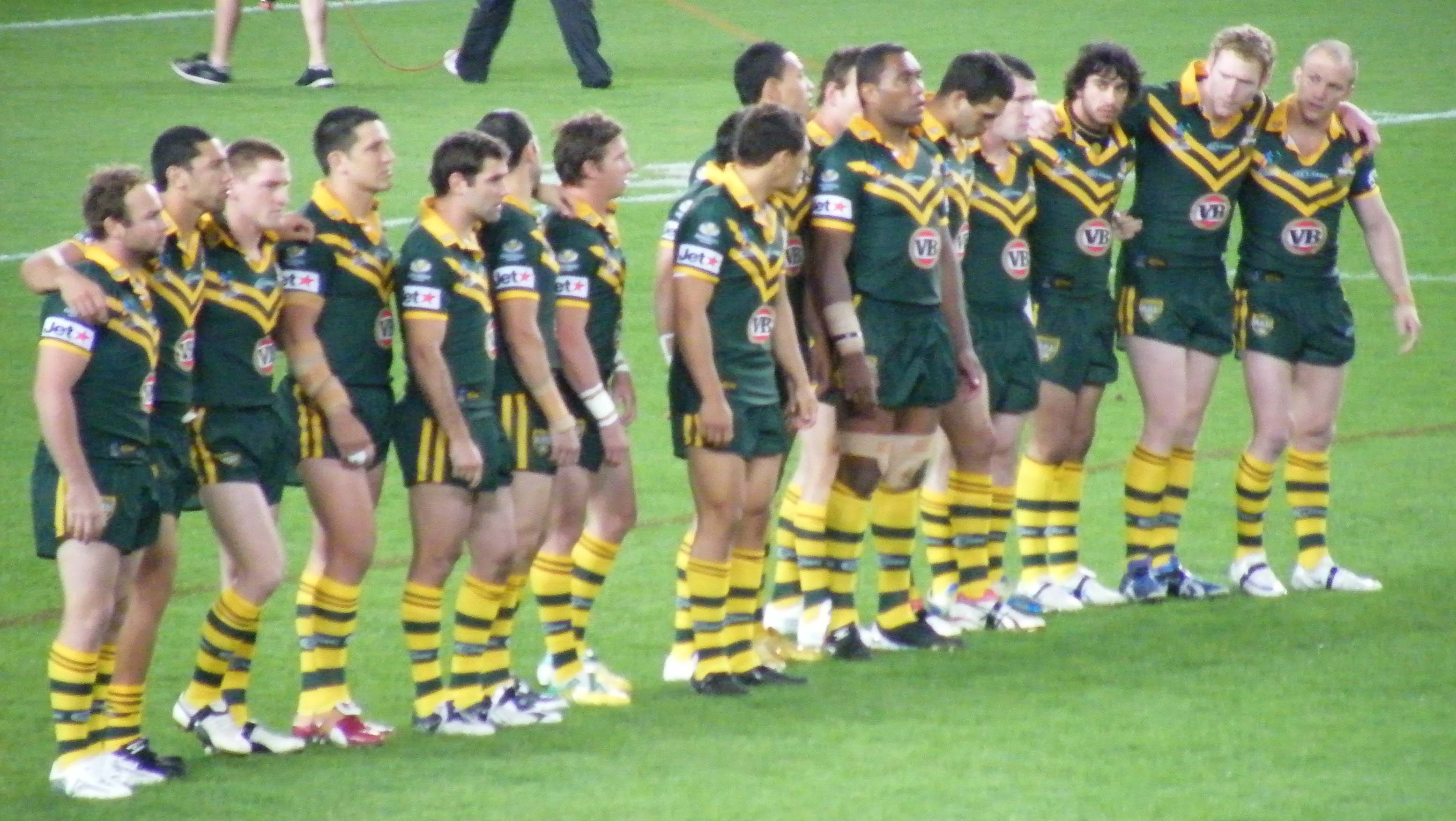
El equipo australiano de rugby. El equipo más laureado de la competición.

El Cuatro Naciones de Rugby League es un torneo internacional de Rugby League.
El campeón en más ocasiones es el seleccionado de Australia, que ha conseguido seis campeonatos, seguido por tres de Nueva Zelanda.

## Campeonatos

### Tres Naciones 1999-2006
| Edición | Año  | Sede                      | Campeón       | 2º puesto     | 3º puesto     |
| ------- | ---- | ------------------------- | ------------- | ------------- | ------------- |
| I       | 1999 | Australia                 | Australia     | Nueva Zelanda | Gran Bretaña  |
| II      | 2004 | Inglaterra                | Australia     | Gran Bretaña  | Nueva Zelanda |
| III     | 2005 | Inglaterra                | Nueva Zelanda | Australia     | Gran Bretaña  |
| IV      | 2006 | Australia / Nueva Zelanda | Australia     | Nueva Zelanda | Gran Bretaña  |

### Cuatro Naciones 2009-Actualidad
| Edición | Año  | Sede                      | Campeón       | 2º puesto     | 3º puesto     | 4º puesto          |
| ------- | ---- | ------------------------- | ------------- | ------------- | ------------- | ------------------ |
| I       | 2009 | Inglaterra / Francia      | Australia     | Inglaterra    | Nueva Zelanda | Francia            |
| II      | 2010 | Australia / Nueva Zelanda | Nueva Zelanda | Australia     | Inglaterra    | Papúa Nueva Guinea |
| III     | 2011 | Inglaterra / Gales        | Australia     | Inglaterra    | Nueva Zelanda | Gales              |
| IV      | 2014 | Australia / Nueva Zelanda | Nueva Zelanda | Australia     | Inglaterra    | Samoa              |
| V       | 2016 | Inglaterra                | Australia     | Nueva Zelanda | Inglaterra    | Escocia            |

## Posiciones
Número de veces que las selecciones ocuparon las primeras posiciones en todas las ediciones.
| Equipo             | Campeón | 2º puesto | 3º puesto | 4º puesto |
| ------------------ | ------- | --------- | --------- | --------- |
| Australia          | 6       | 3         |           |           |
| Nueva Zelanda      | 3       | 3         | 3         |           |
| Inglaterra         |         | 2         | 3         |           |
| Gran Bretaña       |         | 1         | 3         |           |
| Papúa Nueva Guinea |         |           |           | 1         |
| Samoa              |         |           |           | 1         |
| Escocia            |         |           |           | 1         |
| Francia            |         |           |           | 1         |
| Gales              |         |           |           | 1         |